# Leszek Smykowski
Leszek Smykowski (ur. 20 września 1958 w Szczecinie) – polski polityk, poseł na Sejm II kadencji.

## Życiorys
Ukończył w 1982 studia na Wydziale Zootechnicznym Akademii Rolniczej w Szczecinie. Działał (od 1980) w Niezależnym Zrzeszeniu Studentów i w Konfederacji Polski Niepodległej. Pracował m.in. jako nauczyciel w szkole podstawowej. W 1991 organizował kampanię wyborczą Zbigniewa Brzyckiego.
W 1993 uzyskał mandat posła na Sejm II kadencji. Został wybrany w okręgu szczecińskim z listy KPN. W 1994 wraz z trzema innymi posłami opuścił KPN i założył koło „Prawica Polska”. W 1996 przystąpił do nowej partii KPN – Obóz Patriotyczny. Pod koniec kadencji był członkiem Federacyjnego Klubu Parlamentarnego na rzecz AWS. Zasiadał w Komisji Edukacji, Nauki i Postępu Technicznego, Komisji Transportu, Łączności, Handlu i Usług oraz w Komisji Stosunków Gospodarczych z Zagranicą. Należał także do pięciu podkomisji.
Był pierwszym prezesem powstałego w 1999 Zachodniopomorskiego Towarzystwa na Rzecz Integracji Środowiskowej. Od 1997 do 2001 pracował jako inspektor w Urzędzie Miasta Szczecina, następnie został zatrudniony na stanowisku specjalisty kontroli państwowej w delegaturze NIK.

## Odznaczenia
Otrzymał Krzyż Kawalerski Orderu Odrodzenia Polski (2014) oraz Krzyż Wolności i Solidarności (2015).